# عبد القادر الشاط
عبد القادر بنعزوز الشاط (1904 - 20 يناير 1992) هو كاتب وصحفي ومترجم مغربي. هو مؤلف أول رواية مغربية كُتِبَت باللغة الفرنسية «فسيفساء باهتة» (بالفرنسية: Mosaïques ternies)‏، نشرتها «المجلة العالمية» (Revue Mondial) في باريس عام 1932.

## مسيرته
وُلد سنة 1904 بطنجة، وينحدر من عائلة متواضعة. التحق أولاً بالمدرسة القرآنية قبل أن يلتحق عام 1911 بالمدرسة الفرنسية العربية بطنجة، ثم في ثانوية أوجين رينيو حيث حصل على منحة دراسية في عام 1917. لكن وفاة والده المبكرة أجبرته على التخلي عن دراسته في السنة الثانية. عمل بعد ذلك في الجمارك والبريد ووزارة التربية الوطنية. التحق بالإدارة الدولية لمنطقة طنجة عام 1926 حيث شغل مناصب مختلفة. بعد الاستقلال التحق بالإدارة المغربية. تقاعد عام 1969 بدرجة مساعد إداري.
اشتهر بشكل أساسي بروايته (بالفرنسية: Mosaïques ternies)‏ التي أكملها عام 1930 في طنجة، ونشرها عام 1932 في باريس تحت اسم «بنعزوز الشاط» (Benazous Chatt). نشرهُ لهذه الرواية جعله رائد الأدب المغاربي الناطق بالفرنسية، حيث أن أولى الروايات المغاربية المكتوبة بالفرنسية كانت قد صدرت في الخمسينيات من قبل روائيين مثل كاتب ياسين ومحمد ديب وإدريس الشرايبي وأحمد الصفريوي. وقد وصف الصحفي والتر بيرتون هاريس المُقيم في طنجة الروائي عبد القادر الشاط بـ «جورج دوهاميل المغربي». تعرّضت الرواية للنسيان، ولم يتم إعادة نشرها حتى عام 1990، من قبل دار نشر ولادة (Éditions Wallâda).
وخلال مساره الأدبي، نشر الشاط عدة مقالات ودراسات وإبداعات في العديد من المجلات والجرائد العربية والمحلية والجهوية، وترجم من الإسبانية إلى العربية كتاب «لا شرق ولا غرب» (بالإسبانية: Ni Oriente, ni Occidente)‏ للمستشرق الإسباني رودولفو خيل بن أمية ونشره في المجلة المصرية «الفترات» سنة 1929. وترجم من اللغة الإنجليزية إلى العربية رواية مول فلاندرز للروائي الإنجليزي دانييل ديفو. ولعبد القادر الشاط كذلك كتابات عديدة باللغة العربية، في مجال الشعر والقصة القصيرة، أبرزها مجموعته الشعرية «برادة اللجين». 

## أعماله
- 1932: (بالفرنسية: Mosaïques ternies)‏، ترجمها للغة العربية عثمان بنشقرون بعنوان «فسيفساء باهتة» سنة 2019، ونُشرت في دار سليكي أخوين بطنجة، (ردمك 9920720895)
- 1967: جونة العطار من طيب القرائح في الاشعار، تقديم عبدالله كنون[4]
- 1976: برادة اللجين[5]